# Cantó de Thouars-1
El cantó de Thouars-1 és un cantó francès del departament de Deux-Sèvres, situat al districte de Bressuire. Té 11 municipis i part del de Thouars.

## Municipis
- Brie
- Missé
- Oiron
- Pas-de-Jeu
- Saint-Cyr-la-Lande
- Saint-Jacques-de-Thouars
- Saint-Jean-de-Thouars
- Saint-Léger-de-Montbrun
- Saint-Martin-de-Mâcon
- Taizé
- Thouars (part)
- Tourtenay

## Història
| Data d'elecció                           | Identitat      | Partit        | Qualitat |
| ---------------------------------------- | -------------- | ------------- | -------- |
| 1945-1949                                | Émile Poirault | SFIO          |          |
| 1949-1985                                | Jacques Ménard | CNIP          |          |
| 1985-2004                                | Philippe Morin | Divers droite |          |
| 2004-                                    | Patrice Pineau | PS            |          |
| les dades anteriors no són pas conegudes |                |               |          |
|                                          |                |               |          |